# Enric Solbes

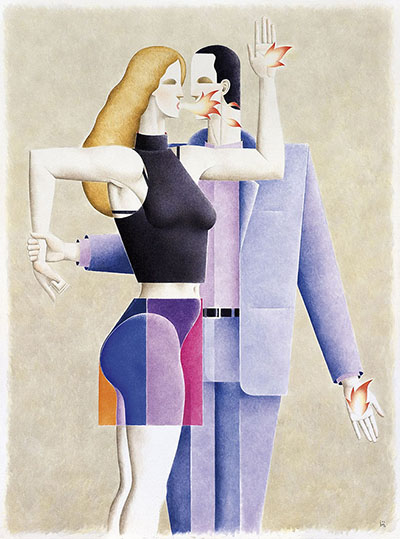
El bes (2008)

Enric Solbes (1960, Alcoy, Alicante - 20 de diciembre de 2009, Alcira, Valencia) fue un pintor, ilustrador y diseñador gráfico.
En el campo de la pintura su obra se enmarca dentro de las nuevas tendencias del realismo que tuvieron lugar a partir de los años sesenta. Sus primeros trabajos se aproximaban al nuevo realismo, pero fue a partir de 1983 que su estilo evolucionó hacia un lenguaje sintético y estilizado, en ocasiones con composiciones geométricas, recursos icónicos y simbolistas.
Como ilustrador, ha publicado cerca de unos cincuenta títulos, un centenar de carteles, así como un gran número de calendarios, cubiertas de libros y otros impresos. En cuanto a su trayectoria como diseñador gráfico ha realizado imagen corporativa, catálogos, carteles y sobre todo, producción editorial.

## Biografía
Nació en Alcoy en 1960 y estudió Bellas Artes en Valencia desde 1978 a 1983. A partir de 1979, inicia su actividad como pintor con las exposiciones en la Casa de Cultura de Alcoy y la galería L’Eixam de Valencia. Entre sus muestras de pintura se encuentran, entre otras, las de la galería Punto de Valencia (1981, 1982 y 1984), Ynguanzo de Madrid (1982 y 1987) y de Nueva York (1987), Palau de Valencia (1988 y 1992), Xerea de Valencia (1993), Leonarte de Valencia (1995). Tras un paréntesis en su actividad pictórica, en marzo de 2009 presentó en Alcudia de Carlet la nueva serie de pinturas Retrats de l’invisible destinada a recorrer otras poblaciones como Sagunto, Requena, Alcira, Altea, Almusafes, Denia y Alcoy.
Alrededor de 1982 y 1983 realizó los primeros trabajos en los campos de la ilustración del libro, el cartel y el diseño gráfico. Entre 1985 y 1987 colaboró con el pintor y escultor Manuel Boix. 
Ilustró el texto, de Josep Franco, L’últim roder con la que Edicions Bromera inició su actividad en enero de 1986. Su colaboración con esta editorial continuó con otros títulos entre los cuales se encuentran Una hivernada als gels (1989), de Julio Verne; Merlí i el jove Artús (1997), adaptación teatral de Carles Pons; L’Odissea (2001), de Homero; Vint-mil llegües de viatge submarí (2005), de Julio Verne; La fugida del mar (2005), de Agustín Fernández Paz; y su trabajo más extenso, con sesenta dibujos, Rondalles valencianes (2008), de Josep Franco. También, gran parte de su trabajo como diseñador, está destinada a esta editorial con la realización de muchas de sus colecciones, de la imagen corporativa, las revistas L’Illa y TXT, la colección «Grans Obres Bromera», el calendario Bromera, etc. También ha colaborado con otras editoriales tanto como ilustrador como diseñador entre las que se encuentran Algar, Anaya, Animallibres, Cruïlla, La Magrana, Proa, Santillana, Tàndem, etc.
En 1987 realizó el cartel y la escenografía, para el grupo amateur la Colla Teatre, de El Tricicle, de Fernando Arrabal, con la que comenzó su relación profesional con el actor, autor y director Carles Alberola y el productor Toni Benavent, quienes fundaron años más tarde, en 1994, la compañía Albena Teatre, donde Solbes se hizo cargo de la comunicación gráfica. Sus carteles han anunciado campañas institucionales, certámenes musicales, espectáculos, fiestas, pero sobre todo obras teatrales de las compañías Albena Teatre y L’Horta Teatre, así como celebraciones en torno al libro. 
En 1990, con el escritor Josep Palàcios, diseñó el tipo de letra y edición del catálogo de la exposición La impremta valenciana organizada por la Generalidad Valenciana para conmemorar los quinientos años de la primera edición de Tirante el Blanco. Algunas versiones desarrolladas a partir de este tipo de letra las ha usado para la realización de otros trabajos de imagen corporativa y diseño editorial. Esta estrecha relación con el mundo editorial le permitió publicar El libro en el punto de mira del diseñador. Introducción al diseño gráfico del libro (Germania Editorial, 2002). También publicó sus poemas visuales en Jocs tipogràfics («Bromera poesia», Edicions Bromera, 2003)
Entre los reconocimientos a su trabajo se encuentran los premios de pintura en los certámenes nacionales de Pego, Sueca, Algemesí, Caixa de Socors de Sagunto, Josep de Ribera de Játiva, Teodor Andreu de Alcira, mención honorífica en Máximo Ramos de Ferrol. Así como los premios del Ministerio de Cultura a los mejores libros editados en 1991 por La impremta valenciana y Les vistes valencianes de Antonie d'Anthonie van der Wijngaerde, 1563; y los de la Generalidad Valenciana por València, veïns i visitants (1999), Espais Naturals. Terres interior valencianes (2001), Valencia-cinema (2001) y Almansa 1707, després de la batalla (2007). Rondalles Valencianes obtuvo el premio de la Generalidad Valenciana al Libro en Valenciano Mejor Ilustrado de 2008-2009. Su obra se encuentra en algunos museos como el de Castillo de Larres de Sabiñanigo, L’Almodí de Játiva, Museu d’Art Contemporani de Pego o las colecciones de Martínez Guerricabeitia de la Fundació General, Universidad de Valencia, y Circa XX-Pilar Citoler de Madrid.
Falleció el 20 de diciembre de 2009, a causa de una hemorragia cerebral, en Alcira (Valencia), su lugar de residencia desde 1990.